# Marko Jänes
Marko Jänes (ur. 29 sierpnia 1976) – estoński lekkoatleta specjalizujący się w rzucie oszczepem. 
Nie awansował do finału młodzieżowych mistrzostw Europy w Erfurcie (2005), mistrzostw świata w Osace (2007) oraz mistrzostw Europy w Helsinkach (2012). 
Medalista mistrzostw Estonii oraz reprezentant kraju w pucharze Europy.
Rekord życiowy: 80,33 (9 sierpnia 2011, Viljandi). 

## Osiągnięcia
| Rok  | Impreza                        | Miejsce  | Lokata            | Wynik |
| ---- | ------------------------------ | -------- | ----------------- | ----- |
| 2005 | Młodzieżowe mistrzostwa Europy | Erfurt   | el. – 14. miejsce | 69,93 |
| 2007 | II liga pucharu Europy         | Odense   | 3. miejsce        | 76,74 |
| 2007 | Mistrzostwa świata             | Osaka    | el. – 34. miejsce | 69,65 |
| 2012 | Mistrzostwa Europy             | Helsinki | el. – 19. miejsce | 74,74 |